# Primera División 1923 (Uruguay)
Het seizoen 1923 van de Primera División was het 23e seizoen van de hoogste Uruguayaanse voetbalcompetitie, georganiseerd door de Asociación Uruguaya de Football. De Primera División was een amateurcompetitie, pas vanaf 1932 werd het een professionele competitie. Analoog aan deze competitie organiseerde de dissidente Federación Uruguaya de Football dit seizoen ook een Primera División.

## Teams
Er namen twaalf ploegen deel aan de Primera División tijdens het seizoen 1923. Vorig seizoen werden Central FC en CA Peñarol uit de competitie gezet. Hun plekken werden ingenomen door CA Bella Vista en CA Fénix, die promoveerden vanuit de Divisional Intermedia. De overige tien ploegen die in 1922 meededen, namen dit seizoen wederom deel aan de Primera División.
| Club                      | Stad       | Stadion             | Vorig seizoen |
| ------------------------- | ---------- | ------------------- | ------------- |
| Belgrano FC               | Montevideo | Onbekend            | 6e            |
| CA Bella Vista            | Montevideo | Onbekend            | 1e (Int.)     |
| Charley FC                | Montevideo | Onbekend            | 11e           |
| Dublin FC                 | Montevideo | Onbekend            | 12e           |
| CA Fénix                  | Montevideo | Onbekend            | 2e (Int.)     |
| CA Lito                   | Montevideo | Onbekend            | 5e            |
| Liverpool FC              | Montevideo | Onbekend            | 7e            |
| Montevideo Wanderers FC   | Montevideo | Estadio Belvedere   | 2e            |
| Club Nacional de Football | Montevideo | Gran Parque Central | 1e            |
| Rampla Juniors FC         | Montevideo | Onbekend            | 3e            |
| Universal FC              | Montevideo | Parque Salvo        | 8e            |
| Uruguay Onward FC         | Montevideo | Onbekend            | 10e           |

## Competitie-opzet
Alle deelnemende clubs speelden tweemaal tegen elkaar (thuis en uit). De ploeg met de meeste punten werd kampioen.
Door het ontbreken van CA Peñarol werd de clásico tussen Peñarol en Club Nacional de Football voor het eerst sinds 1900 niet gespeeld in de Primera División. De grootste uitdager van titelverdediger Nacional bleek dit seizoen Rampla Juniors FC (vorig seizoen derde), hoewel zij niet van de Tricolores wisten te winnen. Promovendus CA Bella Vista en Belgrano FC waren de enige ploegen die Nacional een nederlaag toe wisten te brengen. Belgrano speelde de andere wedstrijd tegen Nacional gelijk en bleef dus ongeslagen tegen de titelhouder.
Uiteindelijk werd Nacional kampioen met 38 punten en behaalden zij hun tiende landstitel (en hun zevende in de laatste negen jaar). Rampla Juniors werd tweede met vier punten achterstand; de Friyis verloren ook twee duels (waarvan eentje tegen kampioen Nacional), maar speelden te veel gelijk. Bella Vista werd derde (voor de tweede keer op rij dat een promovendus de top-drie bereikte) en Belgrano eindigde als vierde. De andere promovendus, CA Fénix, eindigde op de achtste plek. Dat was één plek hoger dan Montevideo Wanderers FC (vorig seizoen nog tweede). Wanderers was een van de drie clubs die ook in het kampioenschap van de FUF met een team meededen. In die competitie werd hun team kampioen.
Dublin FC eindigde net als vorig seizoen als laatste. Nu resulteerde dit wel in degradatie. Dit zou uiteindelijk het laatste seizoen van Dublin in de Primera División blijken.

### Kwalificatie voor internationale toernooien
De Copa Aldao, die werd gespeeld tussen de kampioenen van Argentinië en Uruguay, werd dit seizoen niet betwist. Hierdoor waren er dit seizoen geen internationale bekers waar Uruguayaanse clubs aangesloten bij de AUF zich voor kwalificeerden.

### Eindstand
|     | Club                      | Sp. | W  | G | V  | Pnt. | DV | DT | DS  |
| --- | ------------------------- | --- | -- | - | -- | ---- | -- | -- | --- |
| 01. | Club Nacional de Football | 22  | 18 | 2 | 2  | 38   | 58 | 12 | +46 |
| 2.  | Rampla Juniors FC         | 22  | 14 | 6 | 2  | 34   | 30 | 12 | +18 |
| 3.  | CA Bella Vista            | 22  | 13 | 4 | 5  | 30   | 35 | 16 | +19 |
| 4.  | Belgrano FC               | 22  | 10 | 5 | 7  | 25   | 20 | 20 | 0   |
| 5.  | CA Lito                   | 22  | 8  | 8 | 6  | 24   | 23 | 21 | +2  |
| 6.  | Universal FC              | 22  | 9  | 4 | 9  | 22   | 19 | 24 | –5  |
| 7.  | Liverpool FC              | 22  | 6  | 8 | 8  | 20   | 17 | 22 | –5  |
| 8.  | CA Fénix                  | 22  | 5  | 8 | 9  | 18   | 13 | 20 | –7  |
| 9.  | Montevideo Wanderers FC   | 22  | 5  | 6 | 11 | 16   | 16 | 24 | –8  |
| 10. | Uruguay Onward FC         | 22  | 3  | 9 | 10 | 15   | 16 | 27 | –11 |
| 11. | Charley FC                | 22  | 4  | 5 | 13 | 13   | 16 | 38 | –22 |
| 12. | Dublin FC                 | 22  | 3  | 3 | 16 | 9    | 6  | 33 | –27 |

### Legenda
| Kleur | Resultaat                  |
| ----- | -------------------------- |
|       | Divisional Intermedia 1924 |

| Winnaar Primera División 1923       |
| ----------------------------------- |
| Club Nacional de Football 10e titel |

#### Topscorer
Héctor Scarone van landskampioen Nacional maakte twintig doelpunten en werd hierdoor voor de vierde maal topscorer van de competitie.
| №  | Speler         | Club(s)                   | Goals |
| -- | -------------- | ------------------------- | ----- |
| 1. | Héctor Scarone | Club Nacional de Football | 20    |

1900 · 1901 · 1902 · 1903 · 1904 · 1905 · 1906 · 1907 · 1908 · 1909 · 1910 · 1911 · 1912 · 1913 · 1914 · 1915 · 1916 · 1917 · 1918 · 1919 · 1920 · 1921 · 1922 · 1923 · 1924 · 1925 · 1926 · 1927 · 1928 · 1929 · 1930 · 1931 · 1932 · 1933 · 1934 · 1935 · 1936 · 1937 · 1938 · 1939 · 1940 · 1941 · 1942 · 1943 · 1944 · 1945 · 1946 · 1947 · 1948 · 1949 · 1950 · 1951 · 1952 · 1953 · 1954 · 1955 · 1956 · 1957 · 1958 · 1959 · 1960 · 1961 · 1962 · 1963 · 1964 · 1965 · 1966 · 1967 · 1968 · 1969 · 1970 · 1971 · 1972 · 1973 · 1974 · 1975 · 1976 · 1977 · 1978 · 1979 · 1980 · 1981 · 1982 · 1983 · 1984 · 1985 · 1986 · 1987 · 1988 · 1989 · 1990 · 1991 · 1992 · 1993 · 1994 · 1995 · 1996 · 1997 · 1998 · 1999 · 2000 · 2001 · 2002 · 2003 ·  2004 · 2005 · 2005/06 · 2006/07 · 2007/08 · 2008/09 · 2009/10 · 2010/11 ·  2011/12 · 2012/13 · 2013/14 · 2014/15 · 2015/16 · 2016 · 2017 · 2018 · 2019 · 2020 · 2021 · 2022 · 2023